# Arrondissement de Sonneberg
L'arrondissement de Sonneberg est un arrondissement  (« Landkreis » en allemand) de Thuringe (Allemagne).
Son chef-lieu est Sonneberg. 
L'arrondissement est le premier à voir un membre de l'AfD être élu président à la suite de l'élection du 11 et 25 juin 2023.

## Villes, communes & communautés d'administration
(nombre d'habitants en 2012)
| Villes ¹ remplit les fonctions administratives pour d'autres communes 1. Lauscha (3 535) 2. Neuhaus am Rennweg ¹ (7 051) 3. Schalkau ¹ (3 049) 4. Sonneberg (23 937) 5. Steinach ¹ (4 098) Pas de communautés d'administration | Communes ² erfüllende Gemeinde 1. Bachfeld (Stadt Schalkau ²) (489) 2. Föritztal (8 498) 3. Frankenblick (6 208) 4. Goldisthal (Stadt Neuhaus am Rennweg ²) (450) |